# 民主自由黨 (日本)
民主自由黨，1948年至1950年期間存在的日本保守政黨。1948年3月，反對和日本社會黨組成聯合政權的前民主黨議員結成的院內會派民主俱樂部，與在野黨日本自由黨合併，組成民主自由黨。同年10月，吉田茂再次成為內閣總理大臣，民主自由黨成為執政黨。1949年第24屆總選舉，民主自由黨取得過半數的壓倒勝利。1950年，民主自由黨再與民主黨的聯合派合併，改稱自由黨。

## 歴代執行部成員表
| 總裁   | 幹事長   | 總務會長 | 政務調查會長 | 參議院議員會長 |
| ------ | -------- | -------- | ------------ | -------------- |
| 吉田茂 | 山崎猛   | 齊藤隆夫 | 周東英雄     | 板谷順助       |
| 吉田茂 | 山崎猛   | 齊藤隆夫 | 周東英雄     | 松嶋喜作       |
| 吉田茂 | 廣川弘禪 | 星島二郎 | 青木孝義     |                |
| 吉田茂 | 廣川弘禪 | 星島二郎 | 青木孝義     | 岡田喜久治     |
| 吉田茂 | 廣川弘禪 | 星島二郎 | 佐藤榮作     |                |

## 歴代民主自由黨總裁一覧
| 代 | 總裁 | 總裁   | 在任期間                                |
| -- | ---- | ------ | --------------------------------------- |
| 1  |      | 吉田茂 | 1948年（昭和23年） - 1950年（昭和29年） |